# 的里雅斯德猶太會堂
的里雅斯德猶太會堂（義大利語：Tempio Israelitico di Trieste）是義大利城市的里雅斯德的一座猶太會堂。這座猶太會堂修建於1908年至1912年之間。1938年時，的里雅斯德的猶太人社區有人口近6,000人。1942年，的里雅斯德猶太會堂被法西斯政權關閉。戰後猶太會堂重新投入使用。現在的里雅斯德猶太會堂是歐洲最大的猶太會堂之一。